# Büffelkäse

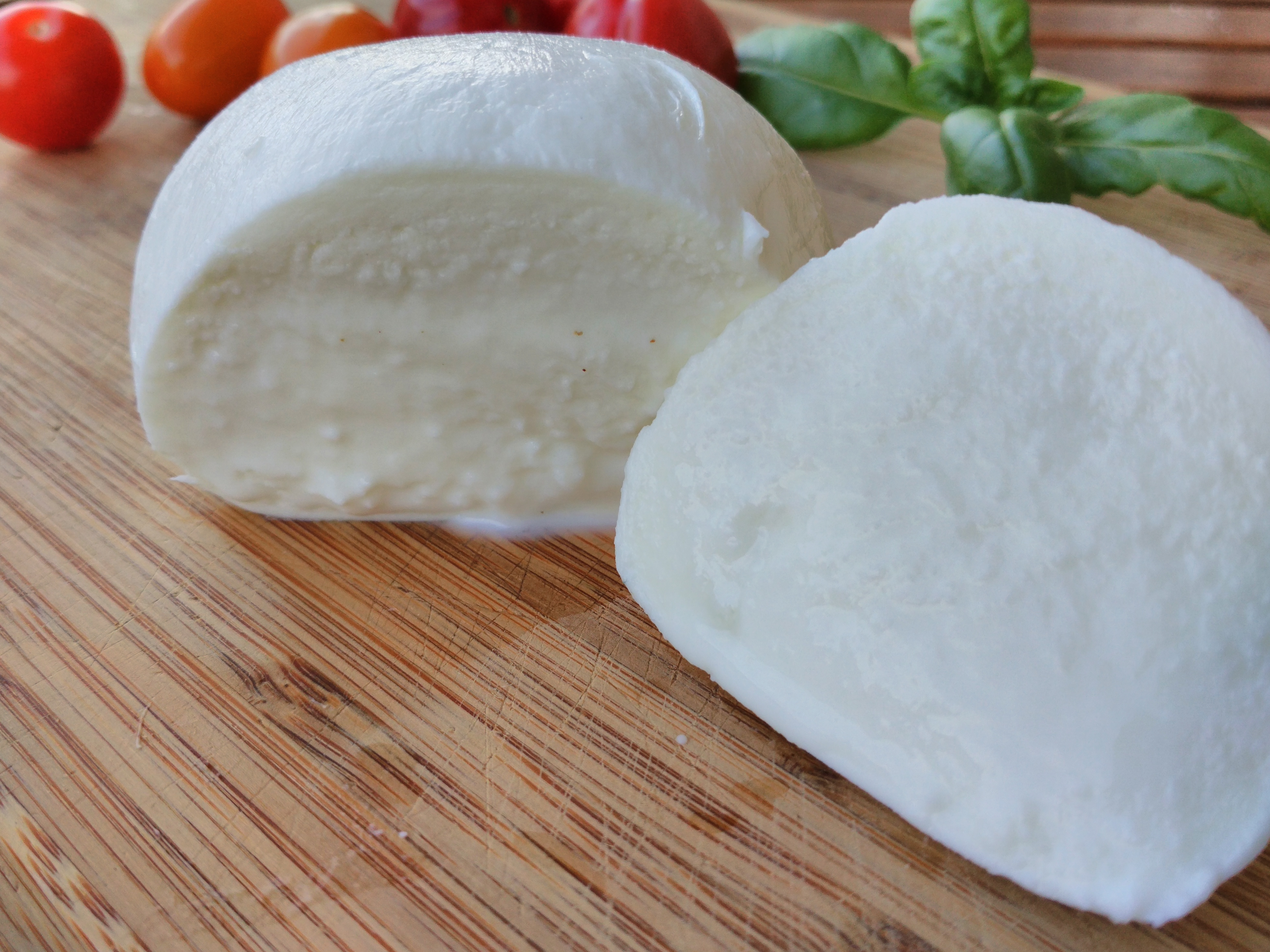
Büffelmozzarella

Büffelkäse ist ein Käse aus der Milch von Büffeln (in der Regel aus Wasserbüffelmilch). Aufgrund des besonderen Fettgehalts (etwa doppelt so hoch wie bei Kuhmilch) und der anderen Mineralstoffzusammensetzung weicht Büffelkäse geschmacklich und in der Konsistenz von vergleichbarem Käse aus Kuhmilch ab. 
Bekanntester Vertreter der Büffelkäse ist der italienische Mozzarella di Bufala Campana. In Indien wird der Käse Panir aus Büffelmilch hergestellt, im Nahen Osten sind eingelegte Büffelkäse verbreitet. In Bulgarien wird der auch in Deutschland vertriebene Büffel-Kaschkaval hergestellt.